# فلاديسلاف إيغناتييف
فالديسلاف إجناتييف (بالروسية: Владислав Вячеславович Игнатьев)‏ (20 يناير 1987 بنابريجنيي تشلني في روسيا - ) هو لاعب كرة قدم روسي في مركز الهجوم.  شارك مع منتخب روسيا لكرة القدم. أما مع النوادي، فقد لعب مع لوكوموتيف موسكو ونادي كراسنودار ونادي كريليا سوفيتوف سامارا ونادي كوبان كراسنودار وFC KAMAZ Naberezhnye Chelny ‏ وFC Neftekhimik Nizhnekamsk ‏.

## وصلات خارجية
- فلاديسلاف إيغناتييف على موقع الاتحاد الدولي (مؤرشف)  (الإنجليزية)
- فلاديسلاف إيغناتييف على موقع الاتحاد الأوربي (الإنجليزية)
- فلاديسلاف إيغناتييف على موقع قاعدة بيانات كرة القدم.إي يو (الإنجليزية)
- فلاديسلاف إيغناتييف على موقع ناشيونال فوتبول تيمز (الإنجليزية)
- فلاديسلاف إيغناتييف على موقع Soccerway.com (الإنجليزية)
- فلاديسلاف إيغناتييف على موقع عالم كرة القدم.نت (الإنجليزية)
- فلاديسلاف إيغناتييف على موقع AS.com (الإسبانية)